# Simfonia núm. 5 (Enescu)
La Simfonia núm. 5 en re major és una composició a gran escala per a orquestra, tenor solista i cor femení del compositor romanès George Enescu, utilitzant un text del poeta romanès Mihai Eminescu. Esbossada el 1941 i parcialment orquestrada en una data posterior, la simfonia va quedar inacabada a la mort d'Enescu, però ha estat completada pòstumament, primer parcialment per Cornel Țăranu el 1970–72 i el 1990, després en forma completa per Pascal Bentoiu el 1995.

## Història

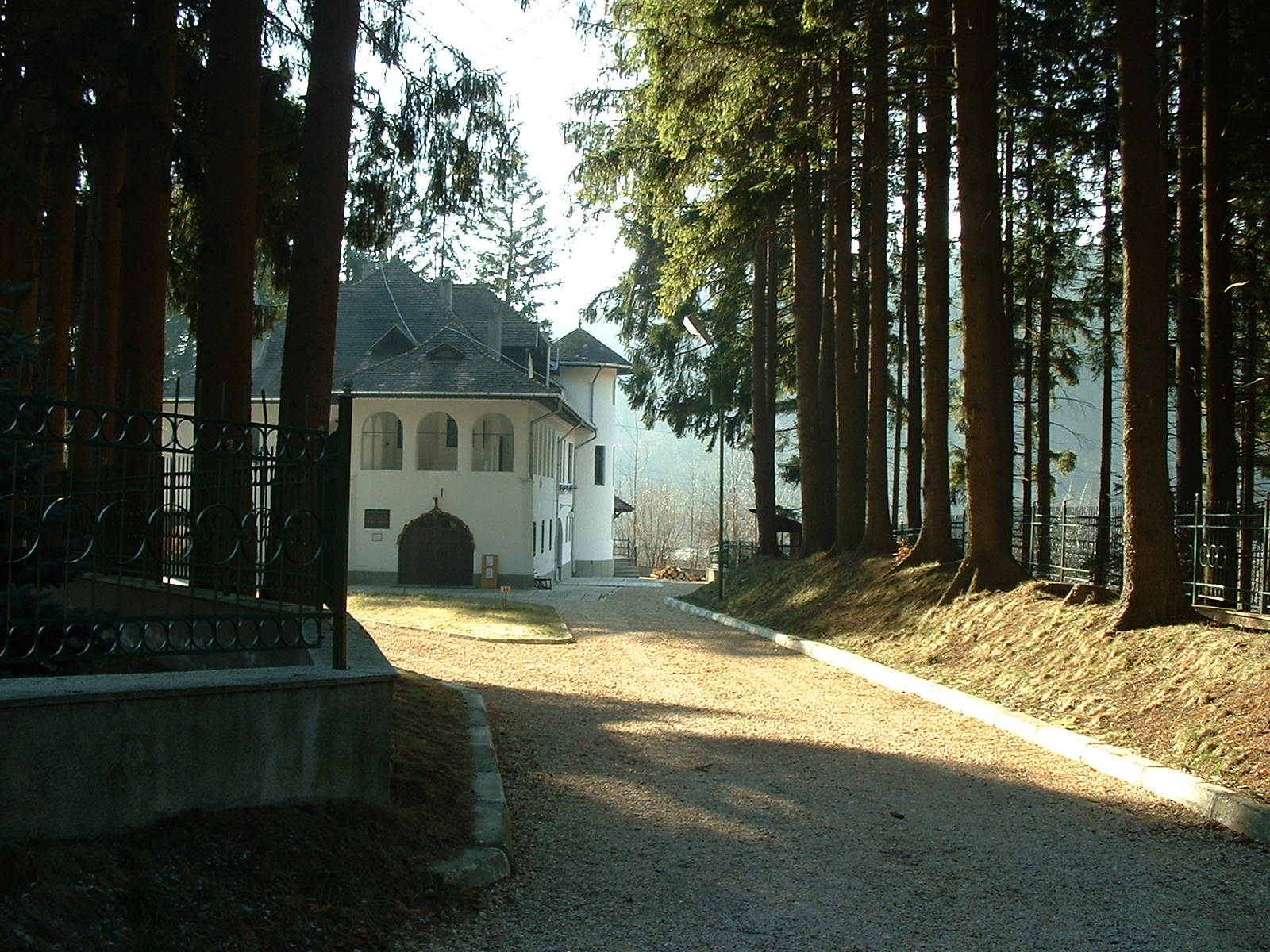
Luminiș, la vila d'Enescu prop de Sinaia, on va compondre la Cinquena Simfonia

Tot i que les idees segurament feia temps que es gestaven, Enescu va començar a escriure la Cinquena Simfonia durant les seves vacances d'estiu anuals a la seva villa Luminiș, a Sinaia el 1941, completant tot el projecte en menys d'un mes. Es desconeix la data d'inici, però Enescu podria haver estat impulsat a començar la simfonia per l'esclat de la guerra a Romania el 22 de juny. El primer moviment està datat l'1 de juliol al manuscrit i el segon moviment el 8 de juliol. El tercer moviment no està datat, però el quart i últim moviment de l'esborrany es va completar el 19 de juliol. Per raons que no són del tot clares, però que probablement tenien alguna cosa a veure amb la guerra, Enescu va interrompre el treball en aquest punt. En alguna data posterior (potser a Romania abans del setembre de 1946, o més tard, a París), Enescu es va posar a orquestrar, completant vint-i-cinc pàgines (aproximadament dos terços) del primer moviment, fins a un acord culminant al cinquè compàs de la recapitulació.
El primer moviment de la Simfonia, completat per Țăranu, es va estrenar a la Tardor Musical de Cluj el 1972 sota la batuta d'Emil Simon. Animat per la seva recepció, Țăranu es va posar a la tasca més difícil de completar la resta. Després d'acabar una versió per a piano, va orquestrar el finale, que es va presentar per primera vegada juntament amb el primer moviment al Festival Enescu de 1991 a Bucarest, interpretat per l'⁣Orquestra Filharmònica George Enescu amb Cristian Mandeal. Tot i que Țăranu havia esperat completar l'orquestració dels altres dos moviments, no va poder fer-ho i va demanar a Pascal Bentoiu que es fes càrrec de la tasca. Adonant-se que la integritat orquestral del conjunt en sortiria d'alguna manera perjudicada, Bentoiu (amb l'acord de Țăranu) va reelaborar tot el finale, així com la tercera part inacabada del primer moviment. La simfonia completada es va estrenar finalment a Bucarest per l'Orquestra Nacional de Romania i el Cor de la Ràdio, amb Florin Diaconescu, com a tenor solista, dirigit per Horia Andreescu, en el concert inaugural de la temporada 1996–97.

## Anàlisi
La simfonia té quatre moviments:
- Moderato sciolto
- Andantino moderato piacevole
- Vivace con fuoco
- Andante grave

La forma global de la simfonia implica, com és típic en Enescu, una metamorfosi cíclica de "caràcters" temàtics, partint d'un bloc de sonoritats definitivament configurat però espontani. Implica una ampliació del concepte de forma cíclica, ja que la distribució dels rols per als diferents temes està canviant constantment, en una mena de pensament de variació perpètua. El tema principal del primer moviment, per exemple, esdevindrà un tema secundari en el finale. De la mateixa manera, l'organització interna dels elements dins de cada grup temàtic també canvia amb cada repetició.
El primer moviment (Moderato sciolto) està escrit en una lliure forma sonata-allegro. El primer grup temàtic destaca per l'amplitud del seu contingut melòdic, fet poc habitual en qualsevol simfonia i que no es troba en els quatre assajos anteriors d'Enescu en aquesta forma. Dins del catàleg del compositor, és necessari remuntar-se fins a l'Octet de corda (1900) o al Prélude a l'unison de la Segona Suite orquestral (1915) per trobar un tractament comparable. Aquest grup temàtic s'estén durant dotze pàgines de partitura orquestral, fins que el violí solista entra al número d'assaig 7, marcat dolente. Al principi, això sembla ser només un pont, però es demostra com l'element més important del segon grup temàtic. Aquest segon grup, en contrast amb el primer, presenta un petit nombre de motius i frases ben definits, i continua només durant quatre pàgines de la partitura, fins a l'inici de la secció de desenvolupament en el número d'assaig 11. El tractament dels materials de l'⁣exposició és un dels "personatges en procés": figures i motius que evolucionaran al llarg de la resta de la simfonia sencera. L'agitada secció de desenvolupament arriba al seu clímax després que ja han començat cinc compassos de la recapitulació. En aquest punt és on s'atura l'orquestració completa d'Enescu, i el que segueix és sorprenentment comprimit, arribant al segon grup temàtic després de només setze compassos. La intenció del compositor sembla haver estat crear només un resum de què seguirà en la resta de la simfonia, amb anticipacions en lloc de les resolucions esperades. El moviment conclou amb l'anunci d'un nou tema, que es convertirà en el tema inicial del segon moviment, exactament a la mateixa altura —un recurs que Enescu utilitzava sovint, des de l'Octet i la Primera Suite Orquestral. Farà exactament el mateix en la juntura del tercer i quart moviment.
El segon moviment (Andantino moderato piacevole) és a l'estil rapsòdic madur d'Enescu. Comença amb un llarg solo de viola, evocant el món sonor modal de les obres quasi contemporànies del compositor, op. 27 i 28: la Tercera Suite Orquestral (Villageoise) i les Impressions d'enfance per a violí i piano. Després d'una repetició per part del oboè, acompanyat per altres instruments de vent fusta, la viola torna, acompanyada en un improvisat estil lăutărească. (La partitura aquí està indicada escrupolosament pel compositor a l'esborrany de la partitura.) El llenguatge musical cromàtic/neoromàntic dona pas aquí a un món modal fluid que passa fàcilment d'un finalis a un altre, amb pedals d'acompanyament, sons canviants, acords quartal-quintals. i harmonies secundàries, així com acords localment "desplaçats". Estructuralment, el moviment és extremadament lliure, començant amb una sèrie d'exposicions temàtiques en una seqüència de A B A' B' C D, per després continuar des de l'assaig 32 amb només el material ja presentat fins al moment. Tot i que de vegades es suggereix la recapitulació, l'única recapitulació real es produeix amb el retorn del tema inconfusiblement romanès del viola solista tres compassos després del número de reixeta 46.
El tercer moviment (Vivace con fuoco) és un scherzo, escrit en temps de 2/2 amb una pulsació interna de triplets. El material temàtic es deriva íntegrament del primer moviment, especialment de la segona part del primer grup temàtic. Després d'un passatge inicial dens, la textura s'esvaeix gradualment, cedint finalment a una mena de coral (ocupant el lloc de la secció de trio convencional), tot i que amb brots continus del primer tema. Aquesta secció central es tanca amb una qualitat "triomfal", amb suggeriments del grup temàtic secundari del primer moviment. Aquest scherzo és l'únic moviment d'allegro real de la simfonia i es pot considerar com una reelaboració del material del primer moviment, seguint la línia del procediment d'⁣Arnold Schoenberg a la seva Primera Simfonia de Cambra. El moviment és extremadament modulador. Al número 65, el tema del segon grup del primer moviment, originalment dolente a la viola solista, ara entra amb força i trenca el moment. Quatre compassos després del número 68, el moviment es tanca amb dues declaracions del tema que donarà inici al finale.

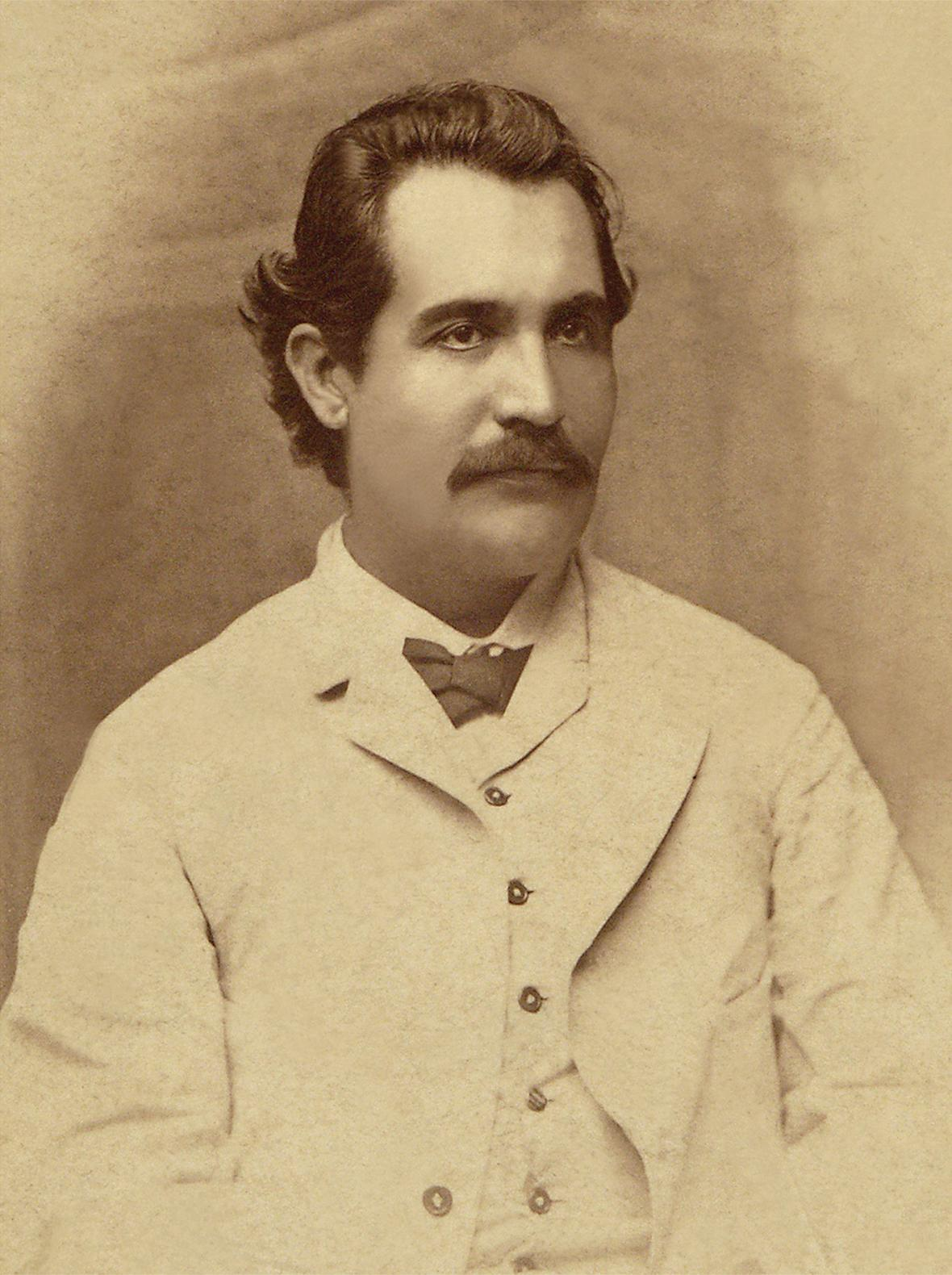
Eminescu el 1884

El finale (Andante grave) és una cantata ampliada per a tenor sol, cor femení i orquestra, utilitzant com a text una variant primerenca del poema "Mai am un singur dor" (No tinc més que un desig) de Mihai Eminescu. La seva forma global, a grans trets, és: 
- Fugato – stretto – pedal
- Recapitulative development of material from all the preceding movements
- Cantata – final coda

El tema del fugato inicial es deriva d'aquest tema dolente de la viola solista del primer moviment. Aquí s'assigna (pel mateix compositor a l'esbós) al metall. L'efecte és fúnebre (en la seva edició, Bentoiu s'ha pres la llibertat d'afegir al marcatge de tempo, entre parèntesis, "Quasi marcia funebre"), implacable, rígid i magnífic. La secció acaba amb el tema principal del segon moviment, “quasi com si ens convidessin a llegir un nom en una creu de fusta”.